# Hexatoma flammeinota
Hexatoma flammeinota är en tvåvingeart som först beskrevs av Alexander 1930.  Hexatoma flammeinota ingår i släktet Hexatoma och familjen småharkrankar. Inga underarter finns listade i Catalogue of Life.